# منتخب تونس لاتحاد الرغبي
منتخب تونس الوطني لاتحاد الرغبي هو ممثل تونس الرسمي في المنافسات الدولية في اتحاد الرغبي ، يديريه الجامعة التونسية لاتحاد الرغبي.